# Jenny Bombo
Jenny Bombo (10 de febrero de 1978) es una artista mexicana compositora y múlti-instrumentista originaria de la Ciudad de México, fundadora en 1996 de la banda de rock Ultrasónicas junto con Tere Farfissa.

## Biografía
Jenny pertenece a una familia plenamente relacionada con la música ya que su padre fue guitarrista profesional en la agrupación "La Tropa Loca" , aunque propiamente su carrera musical comienza a los 17 años cuando comienza en la batería como su primer instrumento mismo que aprende en clases privadas con Víctor Valdovinos baterista de la banda de rock progresivo "Iconoclasta".
Dentro de sus influencias musicales están The Beatles , Ramones , The Clash, Stone Temple Pilots, Alice in Chains, The Cramps, The Sonics, Sonic Youth, The Mummies y Sex Pistols entre varias más.

## Carrera musical
Después de prepararse como baterista, a los 19 años conoce a Tere Farfissa en la tienda de discos Dark Zone y le propone formar una banda basada en los intereses musicales de ambas, mismas que se basaban en estilos de rock, garage, punk, surf, y alternativo, Tere se integra al órgano y posteriormente se completa la banda como quinteto con Susy Vox en la voz, Jessy Bulbo en el bajo y Ali Guagua en la guitarra formando así Las ultrasónicas . Con esta agrupación graba su primer álbum “Yo fui una adolescente terrosatanica” en 1998 bajo el sello español de Munster Records y con tiraje inicial de 500 copias. En 2002 con el grupo reducido a trío son firmadas por la transnacional Sony Music y graba con Ultrasónicas el segundo disco "Ohh,sii más,más" y publicado con el subsello "Discos Termita", bajo la producción de Alejandro Marcovich. Y en 2006 publican el tercer álbum de la banda, "Corazón Rocker" de manera independiente donde Jenny Bombo toma un rol mucho más protagónico al asumir la voz principal junto a Ali Gua Gua.
Como compositora y parte de Ultrasónicas ha participado en toda su discografía así como en soundtracks de películas como "Perfume de violetas"(México, 2001) con el tema "Monstruo verde" y "Matando Cabos" (México, 2004) con el tema surf-instrumental "Camel de Sevilla", así como un cameo en la película "Dream" (EEUU 2004) de la directora Renee Chabría.
De manera paralela a Las Ultrasonicas ,en 2006 forma la Banda Occulta un proyecto alterno de stoner rock femenino junto con Gaby De la O y Daniela Rossen con el que graban un disco independiente en el estudio de Aldo Acuña ,bajista de Maldita Vecindad y los Hijos del Quinto Patio. En 2012 forma Las Navajas Banda femenina de garage junto a Dementia Sinner, Greis Cárdenas y Jennifer Palacios donde se desempeña como guitarrista, vocalista y compositora, la banda graba el disco “Rock and roll filoso” en el estudio del sello Oz Music. En 2017 tras la disolución de Las Navajas y con Las Ultrasónicas en una pausa desde 2013 , decide continuar con su carrera en solitario preparando un álbum a cargo de toda la instrumentación en el estudio Oz Recording de la mano del productor y músico Osvaldo Blanco. En 2018 presenta su primer sencillo “Vagabundo” con influencias como Pixies y The Clash, en 2021 un segundo sencillo surf instrumental llamado Rompecorazones. En 2022 retoma a la banda Las Ultrasónicas con una presentación en el festival colombiano Rock al Parque.
Actúalmente se encuentra preparando el lanzamiento de su álbum debut, presentándose con Ultrasónicas y preparando un nuevo sencillo con ambos proyectos. En marzo de 2024 se presentó con Las Ultrasónicas en el festival Vive Latino y se da la despedida de Ali Gua Gua de la banda por lo cual el grupo toma una nueva formación con Jenny en la guitarra y voz. En mayo de 2024 se debuta como vocalista y guitarrista de Ultrasonicas en el festival Tulanska.
Durante el segundo semestre de 2024 Las Ultrasonicas se presente en Reactor 105.7 donde estrena el tema "Beso de 3" y una semana después realizan un concierto en el foro Indie Rock donde vuelven a estrenar tema , en esta ocasión siendo "Te la pelaste conmigo".
El primero de marzo de 2025  recibió el reconocimiento  "Pioneras y Herederas del Rock en México" de manos de la Secretaría de Cultura de la CDMX y la Jefa de Gobierno de la CDMX y participó en el festival "Sirenas al Ataque"  en un cartel integrado enteramente por mujeres donde Las Ultrasónicas interpretaron "El Diablito Loco" original de Leda Moreno y "Pobre de Ti" (acompañadas por Cecilia Bastida) original de Tijuana No . Posteriormente participó en el festival "Noches de Primavera " organizado por la secretaría de cultura del gobierno de la Ciudad de México.

## Discografía

### Con Ultrasónicas
Álbumes de estudio:
- 1998 - Yo fui una adolescente terrosatánica; Las versiones Demo LP (Munster Records / Electro Harmonics)

- 2000 - Yo fui una adolescente terrosatánica; Las versiones definitivas" CD (Munster Records)

- 2002 - Ohh síí más, más CD (Sony Music / Discos Termita)

- 2007 - Corazón rocker CD (Independiente)

### Con Las Navajas
- 2014 - Rock And Roll Filoso CD (Oz Music)

### Sencillos como solista
- 2018 - Vagabundo
- 2021 - Rompecorazones

### Sencillos con colaboración
- 2025 - JFB ( con Rodrigo Bernal 108)

### Bandas Sonoras y Acoplados
- 2001 - Perfume de Violetas CD (Opción Sónica) con la canción "Monstruo Verde"

- 2002 - Mexican Madness CD (Independiente) con la canción "Vaquero Galáctico"

- 2005 - Matando cabos CD (Universal) con la canción "Camel de Sevilla"

- 2006 - 1973 CD (Independiente) con la canción "Nada me pone"
- 2007 - Pumas: Muchachitos de porra Vol. 2 CD (Universal) con la canción "Blanco -que no te lo echen en cara-"